# Околопланетный диск

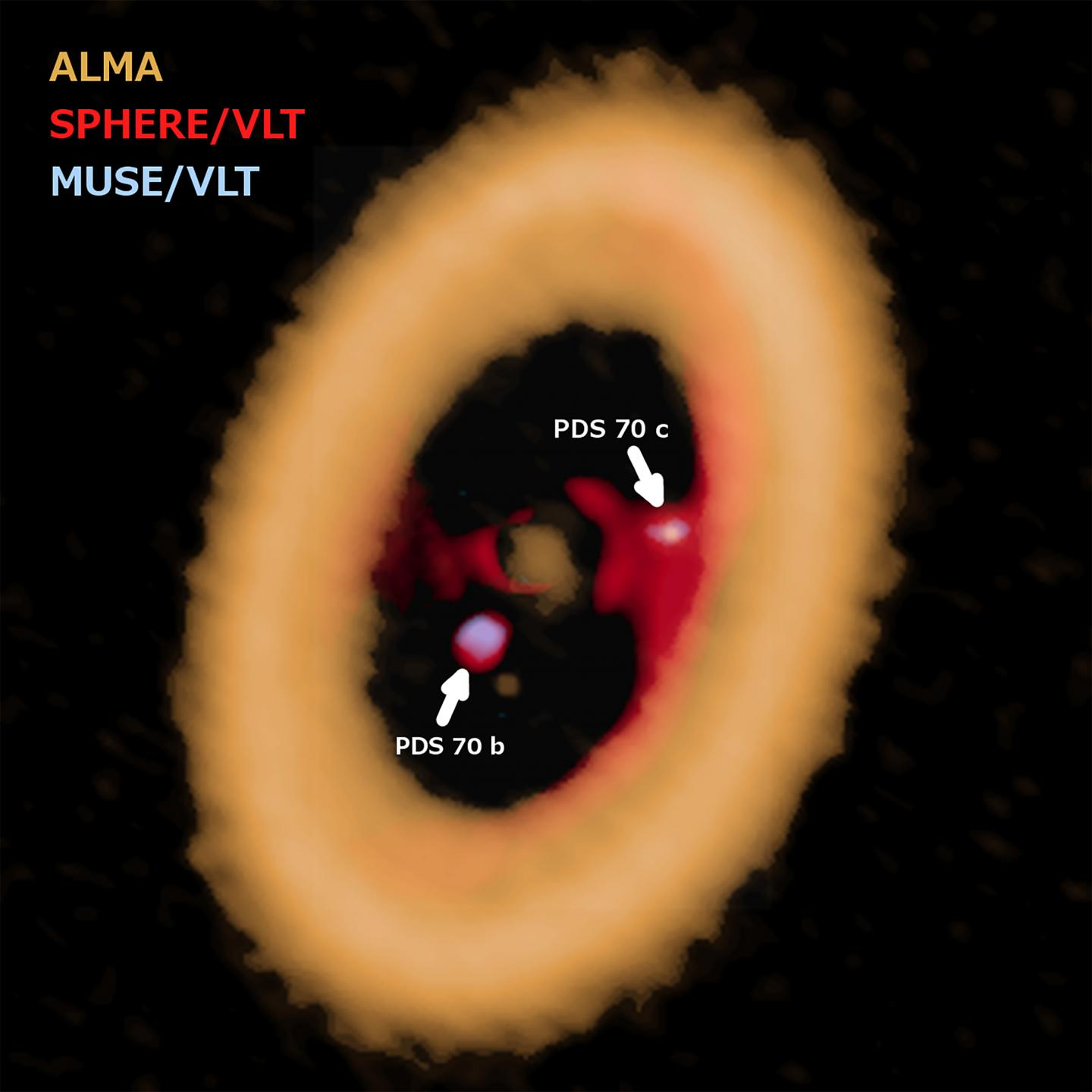
Околопланетный диск
вокруг экзопланеты PDS 70c

 Околопланетный диск (англ. Circumplanetary disk) — тор или кольцеобразная структура из накопившегося газа, космической пыли, планетезималей, астероидов или фрагментов после соударения объектов на орбите вокруг планеты. Это резервуары вещества, из которого впоследствии могут формироваться спутники (экзолуны, спутники спутников) планет. Подобные диски могут проявляться по-разному.
В августе 2018 года астрономы сообщили о вероятном обнаружении околопланетного диска вокруг экзопланеты CS Cha b. Авторы утверждали, что система CS Cha является единственной системой, в которой присутствует как околопланетный диск, так и околозвёздный диск.
В июне 2019 года астрономы сообщили о нахождении подтверждения наличия околопланетного диска вокруг PDS 70b по спектроскопическим данным и сведениям о явлении аккреции. Явление аккреции также было обнаружено для других объектов-кандидатов в планеты. В июле 2019 астрономы сообщали о первом обнаружении околопланетного диска с помощью телескопов ALMA. Телескопы ALMA, принимающие излучение в миллиметровом и субмиллиметровом диапазонах, удобны для исследования межпланетной пыли, поскольку в указанных диапазонах звёзды излучают сравнительно мало, а оптические наблюдения невозможны из-за засветки пыли центральной звездой в планетной системе.
Околопланетный диск был обнаружен около молодой массивной планеты, подобной Юпитеру, PDS 70c; другой такой диск, вероятно, будет обнаружен вокруг другой подобной Юпитеру планеты PDS 70b Эти экзопланеты являются частью планетной системы звезды PDS 70, находящейся примерно в 370 световых годах от Земли.